# رامی عصام
رامی عصام (عربی: رامى عصام؛ زادهٔ ۱ ژانویهٔ ۱۹۸۷) روشنفکر و خواننده ملقب به خواننده انقلاب بخاطر شرکتش در انقلاب ۲۵ ژانویه ۲۰۱۱ میلادی در مصر علیه رئیس‌جمهور پیشین محمد حسنی مبارک در سال ۱۹۸۷ میلادی در شهر «المنصوره» در استان «الدقهلیه» در مصر متولد شد.

## زندگی‌نامه
رامی عصام در ۱۹۸۷ در شهر المنصوره مرکز استان الدقهلیه به دنیا آمد، در همین شهر به مدرسه رفت، وی درسن ۱۷ سالگی گیتار را یادگرفت، زمانی که چشمش به شعر «انه جاء الی اعشق» نوشته شاعران جوان مانند امجد الفهوجی افتاد شروع به نگارش ترانه‌های خودش نمود.

## آغاز خوانندگی
رامی عصام گروه «مشاکل» را در سال ۲۰۰۹ تأسیس کرد، این گروه شروع به خواندن ترانه‌هایی برای زندگی آزاد نمود که بیانگر مشکلات روزمره ساده‌ای بود که مردم مصر روزانه با آن تحت حکومت حسنی مبارک درگیر بودند.

## انقلاب مصر
در طول انقلاب ۲۵ ژانویه، رامی عصام برای شرکت در انقلاب مردم در ۳۰ ژانویه از المنصوره به قاهره آمد و اقدام به نصب یک خیمه در میدان تحریر در کنار انقلابیون نمود. وی در میدان تحریر اقدام به تبدیل کردن شعارهای انقلابیون به ترانه نمود و آن‌ها را به اجرا درآورد، رامی عصام مؤلف ترانه ارحل (ترک کن) بود، در تاریخ ۱۱ فوریه ۲۰۱۱ مبارک فهمید که بایستی حکومت را ترک کند و در این زمان مجبور به استعفا گردید؛ ولی انقلاب و اعتصاب توسط انقلابیون برای رسیدن به باقی‌مانده خواسته‌هایشان ادامه پیدا کرد. زمانی که رامی عصام بعد از این اعلان تاریخی به میدان تحریر برگشت، نیروهای امنیتی وی را شناخته به او حمله کردند و او را به موزه ملی مصر که مقر نیروهای امنیتی شده بود بردند، آن‌ها او را به مدت ۴ ساعت بازداشت کرده و در این مدت اقدام به شکنجه و ضرب و شتم وی با باتوم و تکه‌های آهن و شوک الکتریکی نمودند. در روز ۹ مارس نیروهای ارتش به میدان حمله نمود و میدان آزادی را اشغال و خیمه‌ها را پاره نمود، در این حمله بیش از ۱۰۰ نفر دستگیر شدند؛ ولی با همه این فشارها رامی عصام به کار خودش برای آن چیزی که به آن ایمان داشت ادامه داد، وی بعد از این حادثه و اشغال میدان آزادی توسط ارتش اقدام به برگزاری کنسرت در نقاط مختلف دنیا مانند بریتانیا و آفریقای جنوبی و سودان و آلمان نمود، به همین خاطر لقب خواننده و هنرمند انقلاب به وی داده شد.